# 内部部局
内部部局（ないぶぶきょくく）とは、日本の行政機関において、府・省・庁・委員会の中に置かれる組織の細目の一つで、府省庁内の本体部分を構成する組織をいう。

## 概要
内部部局（本府内部部局・本省内部部局）とは、外局に対していうもので、府省庁によっては通称として「内局」と略することもある。また、それぞれの外局も、その本体部分に内部部局（本庁内部部局）を置くことができるものとされている（国家行政組織法第7条、内閣府設置法第17条）。
内部部局に対しこれに属さない府省庁の組織の細目は、審議会等、施設等機関、特別の機関、地方支分部局、外局などである。

## 地方公共団体
都道府県においては、知事部局といい、区市町村においては、市長部局などという。都道府県と市町村の当該部局を総じて首長部局という。首長部局は首長による指揮監督権と人事権が一般職員にまで及ぶもので、官房系部局や事業系部局に限らない。行政委員会（例：人事委員会、教育委員会）、地方公営企業、警察部門及び消防部門は首長部局には含まない。

## 内部部局の構成

### 府省
府省においては、内部部局は本府・本省を構成する部署であり、官房（大臣官房）と局の2つに大別される。さらに官房または局には必要に応じて部を置くことができる。また、必要に応じて局長級職員である統括官を置くことができる。

### 庁
府省の外局である庁においては、本庁を構成する部署であり、原則として官房（長官官房）および部からなるが、官房および部は必置ではないので、官房を設置しない庁（国税庁、海上保安庁等多数）、官房も部も設置しない庁（消防庁、文化庁など）も存在する。また、担当の大臣が置かれている金融庁および大臣委員会に置かれる特別の機関である警察庁には、内部部局として部ではなく局を置いている。

### 委員会
府省の外局である委員会においては、事務局を置き、その内部組織として官房及び部を置くことができる。また、必要に応じて事務総局を置くことができる（現在は公正取引委員会のみが該当）。

### 課・室
官房、局、部には、課及び課に準ずる室を置くことができる。また、庁であれば課・室を庁に置くことも可能である。

## 内部部局の一覧

### 内閣府
- 大臣官房
- 政策統括官
  - 経済財政運営担当
  - 経済社会システム担当
  - 経済財政分析担当
  - 防災担当
  - 原子力防災担当
  - 沖縄政策担当
  - 政策調整担当
  - 重要土地担当
  - 経済安全保障担当
- 賞勲局
- 男女共同参画局
- 沖縄振興局
- 独立公文書管理監

### 宮内庁
- 長官官房
- 侍従職
- 上皇職
- 皇嗣職
- 式部職
- 書陵部
- 管理部

### 公正取引委員会
- 公正取引委員会事務総局官房
- 経済取引局
- 審査局

### 警察庁
- 長官官房
- 生活安全局
- 刑事局
- 交通局
- 警備局
- サイバー警察局

### 金融庁
- 総合政策局
- 企画市場局
- 監督局

### こども家庭庁
- 長官官房
- 成育局
- 支援局

### 総務省
- 大臣官房
- 行政管理局
- 行政評価局
- 自治行政局
- 自治財政局
- 自治税務局
- 国際戦略局
- 情報流通行政局
- 総合通信基盤局
- 統計局
- 政策統括官
- サイバーセキュリティ統括官

### 法務省
- 大臣官房
- 民事局
- 刑事局
- 矯正局
- 保護局
- 人権擁護局
- 訟務局

### 外務省
- 大臣官房
- 総合外交政策局
- アジア大洋州局
- 北米局
- 中南米局
- 欧州局
- 中東アフリカ局
- 経済局
- 国際協力局
- 国際法局
- 領事局
- 国際情報統括官

### 財務省
- 大臣官房
- 主計局
- 主税局
- 関税局
- 理財局
- 国際局

### 文部科学省
- 大臣官房
- 総合教育政策局
- 初等中等教育局
- 高等教育局
- 科学技術・学術政策局
- 研究振興局
- 研究開発局
- 国際統括官

### 厚生労働省
- 大臣官房
- 医政局
- 健康・生活衛生局
- 医薬局
- 労働基準局
- 職業安定局
- 雇用環境・均等局
- 社会・援護局
- 老健局
- 保険局
- 年金局
- 政策統括官
- 人材開発統括官

### 農林水産省
- 大臣官房
- 消費・安全局
- 輸出・国際局
- 農産局
- 畜産局
- 経営局
- 農村振興局

### 経済産業省
- 大臣官房
- 経済産業政策局
- 通商政策局
- 貿易経済安全保障局
- イノベーション・環境局
- 製造産業局
- 商務情報政策局

### 国土交通省
- 大臣官房
- 総合政策局
- 国土政策局
- 不動産・建設経済局
- 都市局
- 水管理・国土保全局
- 道路局
- 住宅局
- 鉄道局
- 物流・自動車局
- 海事局
- 港湾局
- 航空局
- 北海道局
- 政策統括官
- 国際統括官

### 環境省
- 大臣官房
- 総合環境政策統括官
- 地球環境局
- 水・大気環境局
- 自然環境局
- 環境再生・資源循環局

### 防衛省
- 大臣官房
- 防衛政策局
- 整備計画局
- 人事教育局
- 地方協力局

## 防衛省の「内局」
防衛省において、本省内部部局は「内局」と通称される。防衛省の組織上、内局は主に政策的・行政的な面から防衛大臣を補佐するものとされている。その構成員は大半がいわゆる文官（自衛官以外の防衛省職員の通称）であるが、自衛官も少数であるが配属されている。
また、内局は、組織の単位であるが、それと同時に内部部局所属の文官及び防衛大臣直属の文官（防衛事務次官及び、2009年に廃止された防衛参事官）を指すことがある。これが「制服組」と「背広組」というときの「背広組」に相当するものである。